# The Book of Souls: Live Chapter
The Book of Souls: Live Chapter – dwunasty album koncertowy oraz film brytyjskiej formacji Iron Maiden, upamiętniające trasę "The Book of Souls World Tour 2016/17", w ramach której muzycy zagrali 117 razy na sześciu kontynentach, w 39 krajach, co najmniej dla 2,8 mln widzów. Repertuar albumu oparto na oryginalnej set liście z 2017 roku. Każdy z utworów został wyselekcjonowany przez Steve’a Harrisa, zaś wyprodukowany i zmiksowany przez Tony’ego Newtona z udziałem wspomnianego szefa formacji. W programie albumu znalazł się utwór "Death or Glory" zarejestrowany podczas polskiego koncertu, który odbył się 3 lipca na Stadionie Wrocław. Albumowi towarzyszył również film ukazujący zespół na estradach poszczególnych krajów. Repertuar został ujęty w analogicznym porządku, jak w przypadku programu podwójnego albumu audio. Wersja wizualna, w przeciwieństwie do ścieżki dźwiękowej, została udostępniona nieodpłatnie wyłącznie w formie elektronicznej. 11 listopada 2017 roku o godzinie 19:00 czasu brytyjskiego (GMT), odbyła się internetowa premiera filmu "The Book of Souls: LIVE Chapter". Streamingu dzieła dokonano via youtube.com/Iron Maiden – oficjalnego kanału YT formacji. Było to pierwsze tego typu przedsięwzięcie w historii grupy. Fani mogli podziwiać zespół występujący w latach 2016/17 w 12 z 39 krajów, które obejmowała trasa koncertowa, w tym również w Polsce. W późniejszym czasie film udostępniono w opcji Digital Download, co stanowiło akt wdzięczności ze strony kierownictwa formacji, za cztery dekady lojalności trzech pokoleń słuchaczy. Premierze filmu, adekwatnie do okoliczności, nadano tytuł „Stream For Me, YouTube”!

## Lista utworów

### Dysk 1
1. „If Eternity Should Fail” (07:46)
  - Qudos Bank Arena, Sydney, Australia, 6/5/16
2. „Speed of Light” (05:08)
  - Grand Arena, Grandwest, Cape Town, RPA, 18/5/16
3. „Wrathchild” (02.59)
  - 3Arena, Dublin, Irlandia, 6/5/17
4. „Children of the Damned” (05:14)
  - Bell Centre, Montreal, Kanada, 1/4/16
5. „Death or Glory” (05:15)
  - Stadion Wrocław, Wrocław, Polska, 3/7/16
6. „The Red and the Black” (13:17)
  - Ryogoku Kokugikan, Tokyo, Japonia, 21/4/16
7. „The Trooper” (04:05)
  - Estadio Jorge Magico Gonzalez, San Salvador, El Salvador, 6/3/16
8. „Powerslave” (07:31)
  - Piazza Dell’unita D’italia, Triest, Włochy, 26/7/16

### Dysk 2
1. „The Great Unknown” (06:50)
  - Metro Radio Arena, Newcastle, UK, 14/5/17
2. „The Book of Souls” (10:49)
  - Download Festival, Donington, UK, 12/6/16
3. „Fear of the Dark” (07:34)
  - Arena Castelao, Fortaleza, Brazylia, 24/3/16
4. „Iron Maiden” (06:05)
  - Estadio Velez Sarsfield, Buenos Aires, Argentyna, 15/3/16
5. „The Number of the Beast” (05:06)
  - Wacken Open Air, Wacken, Niemcy, 4/8/16
6. „Blood Brothers” (07:35)
  - Download Festival, Donington, UK, 12/6/16
7. „Wasted Years” (05:38)
  - HSBC Arena, Rio De Janeiro, Brazylia, 17/3/16

## Personel trasy
Iron Maiden
- Bruce Dickinson – frontman
- Dave Murray – gitara
- Adrian Smith – gitara, chórki
- Janick Gers – gitara
- Steve Harris – gitara basowa, chórki
- Nicko McBrain – perkusja

Zarząd
- Rod Smallwood
- Andy Taylor
- Dave Shack

Menadżerowie
- Rick Roskin (Creative Artists Agency (Ameryka Płn.))
- John Jackson (K2 Agency Ltd. (Reszta świata))

Obsługa trasy
- Ian Day – Kierownik trasy
- John „Collie” Collins – Kierownik trasy koncertowej
- Patrick Ledwith – Kierownik produkcji
- Zeb Minto – Koordynator produkcji
- Kerry Harris – Asystent
- Ian „Evo” Evans – Merchandising
- Todd Nakamine – Rzecznik prasowy
- Howard Johnson – Rzecznik prasowy
- Martin Walker – Realizator Front of House
- Michael Mule – Realizator MON
- Mike Hackman – Inżynier systemu PA
- Ian ‘Squid’ Walsh – Technik dźwięku
- Antti Saari – Inżynier oświetlenia
- Rik Benbow – Technik sceny
- Rob Coleman – Projektant oświetlenia
- Sean Brady – Technik Adriana Smitha
- Michael Kenney – Technik Steve’a Harrisa oraz keyboard
- Charlie Charlesworth – Technik Nicko’a McBraina
- Justin Garrick – Technik Janicka Gersa
- Colin Price – Technik Dave’a Murraya
- Ashley Groom – Scenografia
- Philip Stewart – Scenografia
- Jude Aflalo – Scenografia
- Eoin McBrien – Scenografia
- Jeffrey Weir – Szef ochrony
- Natasha De Sampayo – Garderoba
- Andy Matthews – Reżyser wideo
- Nicholas Birtwistle – Realizator wideo
- Peter Lokrantz – Masażysta/ochrona
- Keith Maxwell – Pirotechnika
- Eric Muccio – Pirotechnika
- Jeremy Smith – Dyrektor załadunku
- Colette Shryane-Smith – Kierownik kateringu
- Ed Stewart-Lockhart – Koordynator komunikacji wewnętrznej
- Dick Bell – Konsultant ds. produkcji

## Listy sprzedaży
| Lista                   | Kraj              | Pozycja |
| ----------------------- | ----------------- | ------- |
| CAPIF                   | Argentyna         | 15      |
| ARIA Charts             | Australia         | 17      |
| Ö3 Austria Top 40       | Austria           | 10      |
| Ultratop 50             | Belgia            | 21      |
| ABPD                    | Brazylia          | 12      |
| IFPI                    | Chorwacja         | 1       |
| IFPI                    | Czechy            | 30      |
| Tracklisten             | Dania             | 43      |
| Suomen virallinen lista | Finlandia         | 2       |
| IFPI                    | Francja           | 40      |
| IFPI                    | Grecja            | 4       |
| PROMUSICAE              | Hiszpania         | 7       |
| MegaCharts              | Holandia          | 23      |
| Musicaneto              | Izrael            | 19      |
| Oricon International    | Japonia           | 18      |
| Top 200                 | Kanada            | 44      |
| AMPROFON                | Meksyk            | 13      |
| Media Control Charts    | Niemcy            | 5       |
| RIANZ                   | Nowa Zelandia     | 6       |
| VG-Lista                | Norwegia          | 19      |
| OLiS                    | Polska            | 28      |
| IFPI                    | Portugalia        | 10      |
| Billboard 200           | Stany Zjednoczone | 49      |
| Top Albums Sales        | Stany Zjednoczone | 16      |
| Rock Albums             | Stany Zjednoczone | 5       |
| Independent Albums      | Stany Zjednoczone | 3       |
| Hard Rock Albums        | Stany Zjednoczone | 1       |
| Vinyl Albums            | Stany Zjednoczone | 19      |
| Sverigetopplistan       | Szwecja           | 8       |
| Schweizer Hitparade     | Szwajcaria        | 5       |
| FIMI                    | Włochy            | 17      |
| Mahasz                  | Węgry             | 8       |
| UK Albums Chart         | Wielka Brytania   | 17      |
| World Album Chart       | Świat             | 8       |